# 梅里纽什
梅里纽什是葡萄牙布拉干萨区的一个堂区。总面积53.8平方公里，总人口368人，人口密度6.8人/平方公里。